# Lovro Borčić
Lovro Borčić (* 12. Januar 1845 in Spalato/Split, Dalmatien; † 7. September 1911 in Triest) war ein Abgeordneter zum Dalmatinischen Landtag und zum Österreichischen Abgeordnetenhaus.

## Ausbildung und Beruf
Lovro Borčić war der Sohn des Matko Borčić. Nach dem Besuch der Volksschule und des Gymnasiums in Spalato studierte er Philosophie, Physik und Mathematik an der Universität Wien. Im Jahr 1866 absolvierte er die Lehramtsprüfung für Physik und Mathematik für Oberrealschulen. Schon im Jahr 1864 war er Supplent, ab 1867 Professor für Mathematik und Physik an der Oberrealschule in Spalato, ab 1873 am Unterrealgymnasium in Sebenico/Šibenik, zuletzt auch provisorischer Leiter. Ab 1875 war er Hauptlehrer an der Lehrerinnen-Bildungsanstalt in Ragusa/Dubrovnik in Dalmatien. Im Jahr 1877 wurde er provisorischer Direktor, ab 1878 definitiver Direktor der Oberrealschule in Spalato; 1899 trat er in den Ruhestand.

## Politische Funktionen
- 1887–1911: Abgeordneter zum Dalmatinischen Landtag
- seit 1882 Gemeinderat von Spalato/Split
- 22. September 1885 bis 23. Januar 1891: Abgeordneter des Abgeordnetenhauses im Reichsrat (VII. Legislaturperiode) für Dalmatien (Städte 2: Spalato, Makarska, Ragusa, Cattaro, Castelnuovo, Perasto; Handels- und Gewerbekammern: Spalato und Ragusa)
- 9. April 1891 bis 22. Januar 1897: Abgeordneter des Abgeordnetenhauses im Reichsrat (VIII. Legislaturperiode) für Dalmatien (Städte 2: Spalato, Makarska, Ragusa, Cattaro, Castelnuovo, Perasto; Handels- und Gewerbekammern: Spalato und Ragusa)
- 30. März 1897 bis 7. September 1900: Abgeordneter des Abgeordnetenhauses im Reichsrat (IX. Legislaturperiode) für Dalmatien (Städte 2: Spalato, Makarska, Ragusa, Cattaro, Castelnuovo, Perasto; Handels- und Gewerbekammern: Spalato und Ragusa)
- 5. Februar 1901 bis 30. Januar 1907: Abgeordneter des Abgeordnetenhauses im Reichsrat (X. Legislaturperiode) für Dalmatien (Städte 2: Spalato, Makarska, Ragusa, Cattaro, Castelnuovo, Perasto; Handels- und Gewerbekammern: Spalato und Ragusa)

## Klubmitgliedschaften
Lovro Borčić war ab dem Jahr 1885 Mitglied im Klub des rechten Zentrums. Ab 1891 gehörte er dem Klub der Konservativen an. Seit dem 23. November 1893 war er beim Kroatisch-slowenischen Klub (Hrvatsko-slovenski klub). Im Jahr 1897 wurde er Mitglied im Slavischen christlich-nationalen Verband (Slovanska krščanska-narodna zveza), 1901 im Slovenisch-kroatischen Klub (Kroatsko-slovenski Klub). Ab 10. Juni 1902 gehörte er dem Slawischen Verband (Slovanska zveza) an (Kroatische Nationalpartei).